# Tavaco
Tavaco (in corso Tavacu) è un comune francese di 280 abitanti situato nel dipartimento della Corsica del Sud nella regione della Corsica.

## Società

### Evoluzione demografica
Abitanti censiti